# Clupeichthys perakensis
Clupeichthys perakensis är en fiskart som först beskrevs av Herre, 1936.  Clupeichthys perakensis ingår i släktet Clupeichthys och familjen sillfiskar. IUCN kategoriserar arten globalt som livskraftig. Inga underarter finns listade i Catalogue of Life.